# Аджипаям
Аджипаям (тур. Acıpayam) — місто в Туреччині.
Місто Аджипаям розташоване в південно-західній частині Анатолії, у гірському регіоні Тавра, на висоті 953 метри над рівнем моря, за 60 кілометрів на південний схід від міста Денізлі. Аджипаям є адміністративним центром однойменного округу, що входить в провінцію Денізлі. Населення міста становить 12.588 чоловік (за переписом на кінець грудня 2009 року). Чисельність населення в окрузі Аджіпаям дорівнює 58.355 осіб. Площа округу Аджіпаям — 1.628 км ². Густина населення — 36 осіб/Км ².
Турецьке населення з'явилося в цьому районі в XI столітті, невдовзі після битви біля Манцикерта, коли тут осів один з родів турків-сельджуків. Раніше округ Аджіпаям входив в провінцію Бурдур. У 1871 році він був переданий провінції Денізлі.
Регіон Аджіпаям доволі родючий. Клімат тут гірський, мінливий. В окрузі знаходиться знаменита печера Додургалар, з безліччю сталактитів, сталагмітів та кам'яних колон природного походження. Печера є також притулком для численних кажанів.